# Istioforide
Istioforidele (Istiophoridae) sau peștii cu cioc, marlinii sunt o familia de pești teleosteeni marini epipelagici, de talie mare (până la 5 m), răspândiți în apele subtropicale și tropicale ale oceanelor Atlantic, Indian și Pacific, dar în lunile de vară ei urmăresc bancurile de pești de talie mică cu care se hrănesc până în regiunile temperate sau reci și se întorc în apele calde pentru depunerea icrelor. Figurează printre cei mai rapizi pești teleosteeni ai oceanelor, atingând viteze între 60 și 100 km pe oră. Au corpul alungit și comprimat, acoperit cu solzi lungi, ascuțiți, care sunt înglobați în piele. Falca superioară mult alungită formează un cioc sau rostru în formă de suliță sau lance care este folosit pentru a doborî peștii de pradă. Gura largă cu dinți mărunți, în formă de răzătoare. Au două înotătoare dorsale, prima mult mai mare decât cea de a doua. Prima înotătoare dorsală uneori se asemăna cu o velă. Două înotătoare anale, a doua mult mai mică decât prima. Înotătoarele pectorale lungi și falciforme (în formă de seceră). Înotătoarele pelviene alungite și înguste. Înotătoarea caudală este mare și bifurcată, cu două carene laterale pe fiecare parte a bazei sale. Au importanța economică mare, fiind pescuiți comercial și sportiv. Familia cuprinde 5 genuri și 11 specii.

## Descrierea
Această familie este constituită din pești de talie mare (lungimea maximă de 4 m). Corpul puternic este alungit și comprimat mai mult sau mai puțin. Premaxilarele și oasele nazale de pe falca superioară sunt foarte mult alungite, formând un cioc sau rostru în formă de suliță sau lance cu o secțiune transversală rotunjită. Ciocul este folosit pentru a doborî peștii de pradă prin incizii provocate de loviturile înainte și înapoi a lui. Gura largă neprotractilă cu dinți mărunți, în formă de răzătoare, pe ambele fălci. Fantele branhiale largi. Membranele branhiostege dreaptă și stângă în mare parte unite dar separate de istm. Branhiospinii absenți pe arcurile branhiale; filamentele branhiale reticulate.
Au două înotătoare dorsale apropiate, prima mult mai mare decât cea de a doua. Prima înotătoare dorsală bine dezvoltată cu o bază foarte lungă se întinde pe o mare parte din lungimea corpului și, uneori, se asemăna cu o velă. Două înotătoare anale, a doua mult mai mică decât prima și asemănătoare ca formă și mărime cu a doua înotătoare dorsală. Prima înotătoare dorsală și prima înotătoare anală pot fi îndoite (pliate) înapoi în niște șanțuri. Înotătoarele pectorale lungi și falciforme sunt inserate jos. Înotătoarele pelviene alungite și foarte înguste sunt compuse din 2 sau 3 raze raze moi, ascuțite, fuzionate cu un spin și pot fi îndoite (pliate) într-un șanț. Înotătoarea caudală este mare, puternică și bifurcată; la peștii adulți are două carene laterale pe fiecare parte a bazei sale. Carena superioară este puțin mai mare decât carena inferioară. O crestătură superficială pe partea superioară și inferioară a pedunculului caudal.
Linia laterală persistă pe tot parcursul vieții și este întotdeauna bine vizibilă cu excepția  exemplarelor mari de Makaira nigricans. Corpul este acoperit cu solzi lungi, ascuțiți, înguști și bine osificați, care sunt mai mult sau mai puțin înglobați în piele. Au 24 vertebre.

## Colorația
Spatele și partea dorsală a flancurilor sunt albastre, mai mult sau mai puțin închise; partea inferioară a flancurilor și abdomenul alb-argintii. La unele specii există pe corp pete aliniate orizontal sau linii longitudinale și / sau pete negre pe membrana primei înotătoare dorsale.

## Habitatul și comportamentul
Istioforidele sunt pești marini care trăiesc în principal în apele calde din regiunile tropicale și subtropicale ale oceanelor Atlantic, Indian și Pacific, de obicei epipelagici deasupra termoclinei, dar în lunile de vară ei urmează bancurile de pești pelagici de talie mică în regiunile temperate sau reci pentru ai prinde și a se hrăni cu ei și se întorc în apele calde pentru depunerea icrelor. Sunt relativ mai putin comuni în Marea Mediterană (Istiophorus albicans, Kajikia albidus, Tetrapturus belone, Tetrapturus georgii).
Figurează printre cei mai mari și cei mai rapizi pești teleosteeni ai oceanelor și efectuează migrații considerabile, uneori transoceanice. Peștele călător (Istiophorus platypterus) atinge pe perioade scurte viteze între 60 și 100 km pe oră.

## Hrana
Sunt răpitori redutabili și se hrănesc cu sardine, macrou, chefal, pălămidă, etc., pe care le urmăresc până în zonele temperate în timpul sezonului cald.

## Importanța economică
Toate istioforidele au o valoare comercială mare în toată lumea (mai ales pe piață japoneză) și au o carne foarte apreciată, consumată de obicei în stare proaspătă în regiunea mediterană. Sunt extrem de populari în pescuitul sportiv. Sunt pescuite comercial și sportiv cu undițe tractate, paragate flotante, setci pelagice, ocazional cu harpoane.
Captura totală de istioforide raportată în zona de pescuit 31 (partea centrală din vestul Oceanului Atlantic) a fost în 1997 de 1930 t (numai pescuitul comercial). În Atlantic și Marea Mediterană în 1977 au fost capturate 4000 t

## Sistematica
Au lăsat fosile din cretaceul superior.
Familia cuprinde 5 genuri și 11 specii :
- genul  Istiompax
  - Istiompax indica (Cuvier, 1832)
- genul  Istiophorus
  - Istiophorus albicans (Latreille, 1804)
  - Istiophorus platypterus (Shaw, 1792)
- genul  Kajikia
  - Kajikia albida (Poey, 1860)
  - Kajikia audax (Philippi, 1887)
- genul  Makaira
  - Makaira mazara (Jordan & Snyder, 1901)
  - Makaira nigricans Lacepède, 1802
- genul  Tetrapturus
  - Tetrapturus angustirostris Tanaka, 1915
  - Tetrapturus belone Rafinesque, 1810
  - Tetrapturus georgii Lowe, 1841
  - Tetrapturus pfluegeri Robins & de Sylva, 1963